# Phiala angola
Phiala angola är en fjärilsart som beskrevs av Embrik Strand 1911. Phiala angola ingår i släktet Phiala och familjen Eupterotidae. Inga underarter finns listade i Catalogue of Life.